# Žednik
Žednik (srp. Стари Жедник, mađ. Nagyfény, nje. ...) je selo u Bačkoj u Vojvodini. Drugi hrvatski naziv za ovo selo je Naćvin.

## Hrvati u Žedniku
Hrvati čine relativnu većinu u Žedniku, a zajedno s onima izjašnjenima kao "Bunjevcima", skoro dosežu natpolovičnu većinu.
Žednik danas (po stanju od 15. prosinca 2002.) daje 6 elektora u Hrvatsko nacionalno vijeće Republike Srbije.

## Kultura
U Žedniku se održava dio programa žetvene manifestacije bunjevačkih Hrvata, Dužijance.
Sjedište organizacijskog odbora HosanaFesta je u Žedniku.

## Šport
U Žedniku djeluje nogometni klub, FK Žednik.

## Gospodarstvo
Važni čimbenik gospodarskog života bio je subotički Agrokombinat, koji je u i iza Žednika imao skladište i pogon (na adresi Matije Gupca 3).

## Poznate osobe
- Josip Temunović (1938. – 2006.), hrv. pjesnik
- Josip Ivanković, hrv. javni i politički djelatnik
- Ana Milodanović, hrv. naivna umjetnica u tehnici slame
- Teza Milodanović, hrv. naivna umjetnica u tehnici slame
- Đula Milodanović (udano Kujundžić), hrv. naivna umjetnica u tehnici slame i hrv. pjesnikinja
- fra Leopold (Ivan) Ivanković (1922. – 2005.), franjevac, svećenik, teolog, profesor
- Mirko Ostrogonac, visoki dužnosnik hrv. manjine u Srbiji